# Комплекс з виробництва добрив Гібсон-Айленд
Комплекс з виробництва добрив Гібсон-Айленд — виробничий майданчик на сході Австралії, в одному з районів міста Брисбен.
У 1969 році компанія Austral-Pacific Fertilisers Ltd. запустила у Гібсон-Айленд виробництво аміаку потужністю 185 тисяч тонн на рік, при цьому як сировину використовували природний газ, постачений по трубопроводу Рома – Брисбен. Далі аміак використовували на тому ж майданчику для:
- живлення лінії сечовини потужністю 200 тисяч тонн на рік (отримують реакцією аміаку та діоксиду вуглецю);
- виробництва сульфату амонію (отримують з аміаку та сульфатної кислоти);
- продукування азотно-фосфорних добрив у вигляді моноамонійфосфату та діамонійфосфату (результат реакції аміаку з фосфорною кислотою). Відомо, що станом на 1980-й потужність заводу за цим напрямком становила 95 тисяч тонн на рік.
Вже 1970-му внаслідок злиття Austral-Pacific Fertilisers з компаніями A.C.F. and Shirleys Fertilizers (мала у Брисбені завод добрив у Пінкенба, на протилежному березі річки від Гібсон-Айленду) та Eastern Nitrogen Ltd (власник заводу азотних добрив у Коорганзі, в сусідньому штаті Новий Південний Уельс) виникла Consolidated Fertilizers Limited (CFL). Поява об'єднаної компанії дозволила оптимізувати розміщення виробництва, так, у Пінкенба припинили продукування азотно-фосфорних добрив, натомість фофсорну кислоту почали перекачувати по трубопроводу під річкою Брисбен до заводу на Гібсон-Айленді. В 1990-му випуск моноамонійфосфату та диамонійфосфату в Гібісон-Айленді також припинили.
У 1983-му CFL перейменували на Incitec Fertilizer, а в 2003-му вона об'єдналась з Pivot Limited в компанію Incitec Pivot.
Станом на кінець 2000-х років майданчик мав річну потужність на рівні 300 тисяч тонн аміаку, 280 тисяч тонн сечовини та 200 тисяч тонн сульфату амонію.
У 2022 році Incitec Pivot через відсутність прийнятного контракту на постачання природного газу закрила завод у Гібісон-Айленд. Втім, існують варіанти відновлення роботи з випуском аміаку за рахунок водню, отриманого за допомогою відновлюваних джерел енергії.